# Tetraonyx moritzi
Tetraonyx moritzi es una especie de coleóptero de la familia Meloidae.

## Distribución geográfica
Habita en Venezuela.